# 핀레이슨동굴박쥐
핀레이슨동굴박쥐(Vespadelus finlaysoni)는 애기박쥐과에 속하는 박쥐의 일종이다. 오스트레일리아에서만 발견된다.